# تيودور شتورم

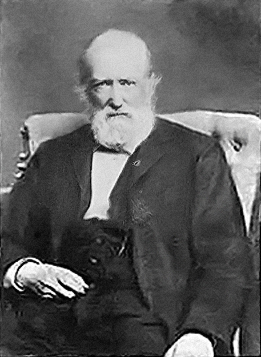
هانس تيودور فولدزن شتورم

هانس تيودور فولدزن شتورم (بالألمانية: Hans Theodor Woldsen Storm) (ولد في 14 سبتمبر 1817 في هوزوم - ومات في 4 يوليو 1888 في Hanerau-Hademarschen) هو أديب وشاعر وقصاص ألماني ينتمي إلى المدرسة الواقعية الألمانية، كتاباته ذات صبغة ألمانية شمالية.

## حياته
كان تيودور شتورم الابن الأول ليوهان كازيمر شتورم المستشار القانوني، ولوسي فولدزن المنحدرة من عائلة نبيلة. التحق بمدرسة العلماء في هوزوم Husumer Gelehrtenschule بين عامي 1826 و1835, ثم التحق لمدة ثلاث فصول دراسية بـ das Katharineum في لوبيك. كتب شتورم قصائده الأولى وهو ما زال طالبا في السادسة عشرة، وكانت تلك القصائد متأثرة بالأشعار التي كانت تنشر في الصحف الأسبوعية ذات الشعبية. وقد تعلم في المدرسة تقليد نماذج من الشعر القديم، بجانب كتابته لنصوصه النثرية الأولى. وقد نشرت له أربع قصائد والعديد من الأعمال الصحفية في صحف Husumer Wochenblatt و Ditmarser und Eiderstädter Boten.
وفي لوبيك تعرف شتورم بفرديناند روزه، الذي اطلع شتورم من خلاله على الأدب المعاصر. وقد اهتم بشكل كبير بملحمة «فاوست» لجوته و«كتاب الأغاني» لهاينريش هاينه وشعر ونثر أيْشندورف. ويعود لقاؤه وصداقته بالأخوين تيودور وتيشو مومزن إلى فترة دراسته (دراسة الحقوق في جامعة كيل وكذلك في برلين), وقد قام الثلاثة بجمع الأغاني والخرافات والأساطير في منطقة شليزفيج وهولشتاين. وفي عام 1843 نشر شورم بالاشتراك مع الأخوين مومزن كتاب «كتاب أغاني ثلاثة أصدقاء» Liederbuch dreier Freunde.
وفي عام 1843 عاد إلى هوزوم وفتح مكتبا للمحاماة. وفي عام 1846 تزوج ابنة عمه ذات الثمانية عشر ربيعا كونستانتسه إيسمارش Constanze Esmarch, وأنجب منها سبعة أطفال ماتت كونستانتسه لدى ولادة آخرهم. وكان شتورم قد تعرف بدوروتيا ينزن Dorothea Jensen بعد زواجه بكونستانتسه بقليل، وربطته بها علاقة غرام وشغف، فتزوج بها بعد وفاة زوجته الأولى.
ورغم معاهدة السلام بين بروسيا والدنمارك في عام 1850 فقد وقف شتورم موقف خصومة من الدانمارك. وبسبب هذا الموقف سحبت منه رخصة ممارسة المحاماة في سنة 1852 من قبل فريدريش فرديناند تيليش الدانماركي الذي كان وزيرا في شليزفيج.
شاطئ البحر
إلى خليج البحر تطير الآن طيور النورس
ويخيم الشفق
وينعكس ضوء المساء
شاطئ البحر المبلل
وترف بجانب الماء
أجنحة رمادية
وتستلقي الجزر كالأحلام
مغطاة بالضباب على البحر
وإنني أسمع صوتا غامضا
ينبعث من الطين المختمر
ذلك الصوت هو نداء الطيور الموحش
لقد كان دائما كذلك
وما زالت الريح ترتعش بصوت خافت
ثم تسكن
وتسمع الأصوات
التي ترفرف فوق العمق
تيودور شتورم 1865
وفي عام 1853 شغل وظيفة غير مدفوعة الأجر في محكمة الدائرة في بوتسدام Kreisgericht von Potsdam. وفي تلك الفترة كتب روايته «إيمنزي» Immensee في عام 1849. وأثناء إقامته في برلين عبر شتورم عن استياءه من «سوء معاملة الإنسان في آلية الدولة في بروسيا»، فقد كان يعاني أزمات وظيفية ومالية. وكانت دائرة أصدقائه الذين كان من بينهم تيودور فونتانه وفرانتس كوجلر، كانوا يرون أن الإنسان نبيل الروح ذو النزعة الجمهورية يشعر بانعزاله المتزايد وسط الأوساط المحافظة البروسية.
وفي عام 1856 عين شتورم قاضي دائرة في مدينة تورنجن. وبعد هزيمة الدانمارك في الحرب الألمانية الدانماركية في عام 1864، استدعي شتورم تحت إرادة الناس في هوزوم وعين مفوضا إقليميا Landvogt من قبل الملك.
وحين ماتت كونستانتسه شتورم في عام 1864، عبر شتورم عن مشاعره في مجموعته الشعرية «ظلال عميقة» Tiefe Schatten. وتعتبر قصيدة «على الشاطئ الحزين، على البحر الحزين»(Am grauen Strand, am grauen Meer) وقصيدة «شاطئ البحر» (Meeresstrand) من أشهر قصائد تلك المجموعة ومن أشهر شعر شتورم كله.
في عام 1866 تزوج شتورم بدوروتيا ينزن ذات الثامنة والثلاثين عاما في هاتشتيت Hattstedt. وفي عام 1867 تم تعيينه في إطار الإصلاح الإداري البروسي بعد ضم شليزفيج وهولشتاين مستشارا في المحكمة. وقد توفي والده في عام 1874 ووالدته في عام 1878. وفي عام 1880 أحيل إلى التقاعد فانتقل إلى هاديمارش. وفي أبريل 1888 صدرت أقصوصته الأخيرة فارس الحصان الأبيض.
وفي الرابع من يوليو 1888 مات شتورم في هاديمارش بمرض سرطان المعدة. ودفن في مقبرة القديس يورجن في هوزوم.
وفي عام 1898 بعد مرور عشر سنوات على وفاته، تم كشف الغطاء عن التمثال النصفي الذي نحته أدولف بورت لشتورم.

## من أعماله
- إيمنزي 1851
- المدينة 1852
- في ضوء الشمس 1854
- قصائد 1856
- فيرونيكا 1861
- في الجامعة 1863
- ريناته 1878

## روابط خارجية
- تيودور شتورم على موقع IMDb (الإنجليزية)
- تيودور شتورم على موقع الموسوعة البريطانية (الإنجليزية)
- تيودور شتورم على موقع ميوزك برينز (الإنجليزية)
- تيودور شتورم على موقع إن إن دي بي (الإنجليزية)
- تيودور شتورم على موقع ديسكوغز (الإنجليزية)